# Tomek Wilmowski
Zasugerowano, aby zintegrować ten artykuł z artykułem Cykl powieści o Tomku Wilmowskim (dyskusja). Nie opisano powodu propozycji integracji.
Tomasz Wilmowski (ur. 25 grudnia 1887 w Warszawie) – postać fikcyjna, tytułowy bohater serii książkowej Alfreda Szklarskiego.

## Życiorys
Urodził się najprawdopodobniej w 1887 roku: poznajemy go w 1902 jako 14-letniego chłopca (dzień urodzin autor podał dopiero w 8. powieści cyklu), który wychowuje się w Warszawie u wujostwa Karskich. Ojciec Tomka, Andrzej, spiskował przeciwko caratowi i musiał uciekać z kraju. Wkrótce po jego wyjeździe umarła matka chłopca z niewyjaśnionej w książce choroby.
Tomek był bardzo ciekawym i spragnionym życia chłopcem. Dobrze się uczył, lecz nie był prymusem tylko dlatego, iż w zrusyfikowanej szkole wykładana była historia Rosji. Tomek jako młody patriota chciał zasłużyć się Polsce. Nie mówił z kolegami po rosyjsku, lecz po polsku – jak przystało na Polaka. Znał prawdziwą historię Polski dzięki swojej matce. Jego ulubionym przedmiotem była geografia. Największym marzeniem Tomka było spotkać znowu swojego ojca.
Pewnego dnia do domu Karskich przybył Jan Smuga – przyjaciel Andrzeja Wilmowskiego. Zabrał on ze sobą chłopca i doprowadził do jego spotkania z ojcem. Okazało się, że Andrzej Wilmowski był łowcą dzikich zwierząt i dużo podróżował, pracując dla niemieckiego handlarza zwierząt Hagenbecka (postać autentyczna). Tomek na swoją pierwszą wyprawę udał się do Australii. Podczas podróży poznał bosmana Tadeusza Nowickiego, który też pochodził z Warszawy i zaprzyjaźnił się z nim. Dzięki niemu Tomek nauczył się po mistrzowsku posługiwać bronią palną. Natomiast w Australii poznał swoją przyjaciółkę, a w późniejszym czasie żonę Sally Allan. Opowiada o tych wydarzeniach pierwsza książka – Tomek w krainie kangurów.

## Książki
W wydawanych kolejno tomach opisane zostały dalsze przygody Tomka, jego ojca i przyjaciół na różnych kontynentach. Były to kolejno książki:
- Tomek w krainie kangurów, wydana w roku 1957,
- Przygody Tomka na Czarnym Lądzie, wydana w roku 1958 (od przejęcia praw przez wydawnictwo Muza S.A. tytuł został zmieniony na Tomek na Czarnym Lądzie) – akcja dzieje się w Afryce – w Kenii i Ugandzie,
- Tomek na wojennej ścieżce, wydana w roku 1959 – z głównych bohaterów, występują w niej tylko Tomek, bosman Nowicki i Sally Allan, akcja rozgrywa się na pograniczu Stanów Zjednoczonych i Meksyku i nie dotyczy tym razem wyprawy badawczej (Tomek – ranny podczas poprzedniej wyprawy do Afryki – przebywa w USA, by wypocząć),
- Tomek na tropach Yeti, wydana w roku 1961 – ponownie pojawia się w niej cała czwórka głównych bohaterów, a miejscem akcji są Indie, konkretnie Bombaj, a następnie północna część kraju oraz Tybet i północny Pakistan,
- Tajemnicza wyprawa Tomka, wydana w roku 1963 – akcja rozgrywa się na Syberii w carskiej Rosji, a książka nie opowiada o wyprawie badawczej, lecz o wyprawie mającej uwolnić i wywieźć z Syberii polskiego zesłańca Zbyszka Karskiego, ciotecznego brata Tomka,
- Tomek wśród łowców głów, wydana w roku 1965 – ponownie opowiada o wyprawie geograficznej, tym razem z Sydney na Nową Gwineę, w tym tomie bosman Nowicki jest już kapitanem własnego żaglowca, a w trakcie wyprawy Tomek i Sally Allan biorą ślub,
- Tomek u źródeł Amazonki, wydana w roku 1967 – akcja dzieje się w Brazylii i częściowo w Peru, nad Amazonką, przy czym książka najpierw opowiada o wydarzeniach, w których biorą udział tylko Jan Smuga, Zbigniew Karski i jego żona Rosjanka Natasza, która wraz z nim uciekła z Syberii; w drugiej części powieści Tomek i kapitan Nowicki przybywają do Brazylii i poszukują zaginionego Smugi; w powieści nie pojawia się Andrzej Wilmowski.

Po wydaniu tej powieści, która stanowi pierwszą z dwóch powiązanych ze sobą części (dwaj bohaterowie na koniec powieści pozostają w Peru wśród Indian i konieczna jest następna wyprawa, która pomoże im stamtąd uciec), Alfred Szklarski zapowiedział, że następna część będzie nosiła tytuł Tomek w Gran Chaco i informacja ta była zamieszczana w kolejnych wydaniach Tomka u źródeł Amazonki. Jednakże autor przerwał niespodziewanie pisanie cyklu o Tomku Wilmowskim i stworzył w latach 1974–1979 przy współpracy żony Krystyny zapowiedzianą też wcześniej trylogię o Indianach Złoto Gór Czarnych. Później w ogóle przestał pisać na długi czas i oczekiwanie na nową powieść o Tomku trwało aż 20 lat. Dopiero w 1987 ukazał się zapowiadany od dawna Tomek w Gran Chaco, którego akcja stanowiła dokończenie treści Tomka u źródeł Amazonki.
Alfred Szklarski zapowiedział jednocześnie opublikowanie dalszych trzech tomów, zamierzając doprowadzić akcję przygód Tomka do momentu odzyskania niepodległości przez Polskę i powrotu bohaterów do Warszawy. Jednakże z uwagi na wiek zdołał już tylko rozpocząć pisanie powieści Tomek w grobowcach faraonów. W trakcie jej tworzenia zmarł w 1992 r. i powieść, którą dokończył przyjaciel autora Adam Zelga, ukazała się w roku 1994, już po śmierci Szklarskiego. Opowiada ona o wyprawie do Egiptu i Sudanu. Następny planowany tom, „Przygody Tomka na Alasce”, pozostał w planach i przez długie lata nie miał premiery. W końcu po wielu latach, 19 maja 2021 roku nowy tom wydano pod lekko zmienioną nazwą "Tomek na Alasce" autorstwa Macieja Dudziaka i Alfreda Szklarskiego. 
Cykl książek o przygodach Tomka, osadzony w początkach XX wieku, opisuje egzotyczne, łowieckie wyprawy młodzieńca, a później młodego mężczyzny Tomasza Wilmowskiego, odbywane w towarzystwie grupy polskich emigrantów: swego bardzo prawego i szlachetnego ojca, tajemniczego Smugi oraz rubasznego i prostolinijnego bosmana Nowickiego. Czasem też towarzyszyła mu rezolutna i piękna żona, Sally Allan, kuzyn Zbyszek i jego żona, Rosjanka Natasza. Powieści utkane są z młodzieńczej tęsknoty za wielką przygodą, niewątpliwej geograficznej, przyrodniczej i antropologicznej erudycji autora oraz wyraźnych patriotycznych tonów.
Pierwowzorem postaci Tomka Wilmowskiego był bohater powieści pt. Tomek w tarapatach, pierwszej powieści dla młodzieży Alfreda Szklarskiego, opublikowanej w 1948, pod pseudonimem Fred Garland. W 2004 powieść została wydana ponownie, pod prawdziwym nazwiskiem autora.

## Nawiązania w innych mediach
Tomasz Wilmowski, jako około 50-letni oficer polskiego kontrwywiadu, pojawia się na kartach książki Małgorzaty i Michała Kuźmińskich Sekret Kroke (wyd. Świat Książki, Warszawa 2009), której akcja rozgrywa się w przededniu II wojny światowej.